# Берто, Клод-Жермен
Клод-Жерме́н Берто́ (фр. Claude Germain Berthold MEP, 22.03.1923 г., Франция — 21.02.1994 г., Убонратчатхани, Таиланд) — католический прелат, епископ Убонратчатхани с 9 апреля 1970 года по 24 мая 1976 год, член монашеской миссионерской конгрегации «Парижское общество заграничных миссий».

## Биография
Клод-Жермен Берто родился 22 марта 1923 года во Франции. После получения среднего образования вступил в миссионерскую организацию «Парижское общество заграничных миссий». 31 мая 1953 года был рукоположён в священника и отправлен на миссию в Индокитай.
9 апреля 1970 года Римский папа Павел VI назначил Клода-Жермена Берто епископом Убонратчатхани. 17 июля 1970 года состоялось рукоположение Клода-Жермена Берто в епископа, которое совершил епископ Клод-Филипп Байе в сослужении с архиепископом Тхари и Нонсенга Михаилом Киеном Самопитаком и епископом Накхон-Раясимы Алайном Савьером Фердинандом ван Гравером.
24 мая 1976 года Клод-Жермен Берто вышел в отставку.
Скончался 21 февраля 1994 года в Убонратчатхани.